# Tully Bevilaqua
Tully Bevilaqua (* 19. Juli 1972 in Merredin, Australien) ist eine ehemalige australische Basketballspielerin. Zuletzt spielte sie 2012 für die San Antonio Silver Stars in der Women’s National Basketball Association.

## Karriere

### Australien (Women’s National Basketball League)
Tully Bevilaqua begann ihre professionelle Basketball-Karriere 1991 bei den Perth Breakers in der Women’s National Basketball League (WNBL). Ab dem Jahr 1998 spielte sie in der Sommerpause in der amerikanischen WNBA. Nach zehn Jahren in der WNBL wechselte sie für einige Jahre zu Team in Europa. Ab der Saison 2003/04 spielte ist zwischen den WNBA-Saisons wieder für verschiedene Teams in ihrem Geburtsland. Die letzte Saison in Australien bestritt sie 2011/2012 für die West Coast Waves.

### Women’s National Basketball Association
Bevilaqua wechselte erst im Alter von 25 Jahren zur Saison 1998 zu den Cleveland Rockers in die WNBA, ohne dass sie von einem Team gedraftet wurde. Nachdem sie 1999 nicht in der WNBA aktiv gewesen war, wechselte sie vor der Saison 2000 zum neugegründeten Team der Portland Fire, wo sie bis 2002 spielte und dabei regelmäßig in der Startformation stand. Vor der Saison 2003 wechselte Bevilaqua zu den Seattle Storm, wo sie ihren Vertrag bis 2004 erfüllte. In Seattle zählte sie nicht mehr zur Startformation des Teams, kam aber regelmäßig als Einwechselspielerin zum Einsatz. Im Jahr 2004 gewann sie mit dem Team der Storm die WNBA-Meisterschaft. Ab 2005 spielte sie für die Indiana Fever. Dort zählt sie wieder regelmäßig zur Startformation. Bevilaqua letztes Team in der WNBA waren die San Antonio Silver Stars. Nachdem sie in der Saison 2011 dort noch regelmäßig in der Startformation stand, kam sie 2012 nur noch als Einwechselspielerin zum Einsatz und ihre Spielzeit reduzierte sich deutlich. Im Verlauf dieser Saison erklärte Bevilaqua das Ende ihrer Basketball-Karriere zum Saisonende.
Während ihrer Zeit in den USA bestritt sie in 14 WNBA-Saisons in der regulären Saison 426 Spiele, dabei stand sie 297 Mal in der Startformation und erzielte 1768 Punkte, 768 Rebounds und 854 Assists. In 39 Playoff-Partien (davon 28 in der Startformation) erzielte sie 199 Punkte, 85 Rebounds und 77 Assists.

### Europa
In der Saisonpause der WNBA spielt Bevilaqua wie viele WNBA-Spielerinnen einige Saisons in Europa. Seit dem Jahr von 2000 bis 2003 stand sie dabei für Teams aus Deutschland und Ungarn auf dem Platz. Zuletzt spielte sie in der Saison 2002/03 für den ungarischen Verein Gysev Sopron.

### Nationalmannschaft
Bei der Weltmeisterschaft 2006 gewann sie mit der australischen Mannschaft den Titel.
2008 nahm sie bei den Olympischen Sommerspielen 2008 in Peking teil und erreichte mit der Damenmannschaft die Silbermedaille.
Bei der Weltmeisterschaft 2010 belegte sie mit der australischen Team nur den fünften Platz.